# Ilisia inermis
Ilisia inermis är en tvåvingeart som beskrevs av Mendl 1979. Ilisia inermis ingår i släktet Ilisia och familjen småharkrankar. Inga underarter finns listade i Catalogue of Life.